# Рамджин
Рамджин (перс. رامجین‎) — село на севере Ирана, в остане Альборз. Входит в состав шахрестана Саводжболаг. Является частью дехестана (сельского округа) Рамджин бахша Чехарбаг.

## География
Село находится в южной части Альборза, к югу от хребта Эльбурс, на расстоянии приблизительно 8 километров к западу от Кереджа, административного центра провинции. Абсолютная высота — 1276 метров над уровнем моря.

## Население
По данным переписи 2006 года население села составляло 1902 человека (983 мужчины и 919 женщин). В Рамджине насчитывалось 456 семей. Уровень грамотности населения составлял 62,99 %. Уровень грамотности среди мужчин составлял 67,04 %, среди женщин — 58,65 %.